# Elbelus yunnanensis
Elbelus yunnanensis är en insektsart som beskrevs av Chou och Ma 1981. Elbelus yunnanensis ingår i släktet Elbelus och familjen dvärgstritar. Inga underarter finns listade i Catalogue of Life.